# Doro no kawa
Doro no kawa é um filme de drama japonês de 1981 dirigido e escrito por Kōhei Oguri. Foi indicado ao Oscar de melhor filme estrangeiro na edição de 1982, representando o Japão.

## Elenco
- Takahiro Tamura - Shinpei Itakura
- Mariko Kaga - Shoko Matsumoto
- Nobutaka Asahara - Nobuo Itakura
- Makiko Shibata - Ginko Matsumoto
- Minoru Sakurai - Kiichi Matsumoto
- Yumiko Fujita - Sadako Itakura
- Gannosuke Ashiya - Shinoda